# Justicia sangilensis
Justicia sangilensis är en akantusväxtart som beskrevs av T.F.Daniel och Veliz. Justicia sangilensis ingår i släktet Justicia och familjen akantusväxter. Inga underarter finns listade i Catalogue of Life.